# Hồ Balık
Hồ Balık (tiếng Thổ Nhĩ Kỳ: Balık Gölü, "Balık" trong Tiếng Thổ Nhĩ Kỳ nghĩa là "cá") là một hồ nước ngọt được cấu tạo thành từ đá mácma phun trào ở tỉnh Ağrı, phía đông Thổ Nhĩ Kỳ.

## Vị trí địa lý
Hồ Balık nằm giữa hai huyện Taşlıçay và Doğubeyazıt ở tỉnh Ağrı.
Bờ phía tây của hồ nằm ở Taşlıçay và bờ phía đông ở Doğubeyazıt. Khoảng cách từ hồ đến thị trấn Taşlıçay là 26 km (16 mi), thị trấn Doğubeyazıt là 60 km (37 mi) và cách tỉnh Ağrı 60 km (37 mi).

## Tổng quan
Địa chất và địa mạo của hồ có đặc điểm của đá phiến và đá trầm tích. Hồ Balık là một trong những hồ ở độ cao cao nhất tại Thổ Nhĩ Kỳ với độ cao 2.250 m (7.380 ft) so với mực nước biển. Diện tích bề mặt trung bình của hồ là 34 km2 (13 dặm vuông Anh). Độ sâu tối đa là 37 mét (121 ft). Nguồn nước ngọt của hồ được cung cấp chủ yếu bởi các con lạch (đường nước chảy hẹp, nông, ít dốc, thông ra sông, hồ) và nước ngầm xung quanh.
Hồ Balık nằm trong khu vực có khí hậu lục địa. Khí hậu mùa đông khắc nghiệt, mùa xuân và mùa thu ngắn.Giáng thủy chủ yếu ở dạng tuyết thay vì mưa. Vào mùa đông, hồ đóng băng và được bao phủ bởi lớp băng dày lên đến 20 cm (7,9 in).

## Khu hệ sinh vật[4]
Hướng Đông Nam của hồ là vùng đất ngập nước được bao phủ bởi lau sậy. Xung quanh hồ cũng có đất nông nghiệp và đồng cỏ.
Khu hệ sinh vật của hồ bao gồm nhiều loài đa dạng như: chim (chim đại bàng, chim ưng, đa đa, vịt hoang dã, mòng biển, chim cút), động vật có vú (thỏ, cáo, sói). Cá hồi trong hồ được tiêu thụ như một loại thực phẩm.